# Tschierv
Tschierv é uma vila no Val Müstair (Vale Müstair), no Cantão Grisões, com 167 habitantes (2008). Era uma comuna independente no Distrito de Inn, até 01 de janeiro de 2009. Tschierv fundiu-se com Fuldera, Lü, Müstair, Santa Maria Val Müstair e Valchava para formar a comuna de Val Müstair.

## História
Tschierv foi mencionada pela primeira vez no ano de 1432, como Zirff. No passado, foi conhecida sob o nome alemão de Cierfs. 

## Geografia

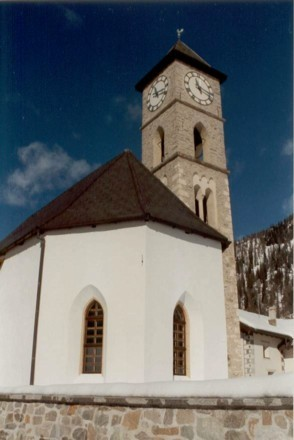
Igreja Reformada Suíça em Tschierv

Tschierv possui uma área de 42,6 km2. Desta área, 25,9% é usada para a agricultura, enquanto 26,9% é ocupada por florestas. Do resto do território, 1% é construído (imóveis ou estradas), e o restante (46,3%) corresponde a áreas improdutivas (rios, geleiras ou montanhas).

## Demografia
Tschierv possui uma população de 167 habitantes (2008), dos quais 4,8% são estrangeiros. Nos últimos 10 anos, a população apresentou um declínio de 7,5%.
O histórico da população é apresentado na tabela seguinte:
| ano  | população |
| ---- | --------- |
| 1835 | 155       |
| 1850 | 145       |
| 1900 | 146       |
| 1930 | 126       |
| 1941 | 160       |
| 1950 | 165       |
| 1960 | 139       |
| 1970 | 127       |
| 1980 | 134       |
| 1990 | 147       |
| 2000 | 154       |

## Idiomas
A maioria da população, em 2000, falava romanche (77,3%), sendo o alemão a segunda língua mais comum (18,38%), e o português, a terceira (1,03%). A população de língua romanche fala o dialeto Jauer. Nota-se um evidente crescimento da população que usa o alemão como primeira língua. Em 1880, cerca de 81,8% da população usava o romanche como primeira língua. Em 1910, o percentual era de 93%, em 1941 era de 92%, e em 1970, era de 88%. Em 1990, 92% da população falava o romanche como primeira ou segunda língua, e, em 2000, o índice permaneceu nos 92%.
| Idiomas em Tschierv |               |               |               |               |               |               |
| Idiomas             | Censo de 1980 | Censo de 1980 | Censo de 1990 | Censo de 1990 | Censo de 2000 | Censo de 2000 |
| Idiomas             | Número        | Percentual    | Número        | Percentual    | Número        | Percentual    |
| Romanche            | 198           | 95,52 %       | 125           | 85.03 %       | 119           | 77.27 %       |
| Alemão              | 6             | 4.48 %        | 18            | 12.24 %       | 29            | 18.83 %       |
| População           | 134           | 100 %         | 147           | 100 %         | 154           | 100 %         |